# پسران نیکل (فیلم)
پسران نیکل (انگلیسی: Nickel Boys) یک فیلم درام تاریخی آمریکایی محصول سال ۲۰۲۴ است که بر اساس رمان پسران نیکل نوشتهٔ کلسن وایتهد در سال ۲۰۱۹ ساخته شده است. این فیلم را رامل راس کارگردانی کرد و فیلم‌نامهٔ آن را با جاسلین بارنز نوشت. اتان هریس، برندون ویلسون، همیش لینکلیتر، فرد هچینگر، داوید دیگز و آنجانو الیس در آن ایفای نقش کردند. این فیلم داستان دو پسر آفریقایی-آمریکایی به نام‌های الوود و ترنر را بازگو می‌کند که در دهه ۱۹۶۰ فلوریدا به یک کانون اصلاح و تربیت پرخاشگرانه فرستاده می‌شوند. این فیلم با الهام از مدرسه پسرانه دوزیر ساخته شده است؛ این مدرسه که اکنون تعطیل است، به‌دلیل بدرفتاری با دانش‌آموزان بدنام است.
فیلمبرداری به‌شکل زاویه دید اول شخص در اواخر سال ۲۰۲۲ در لوئیزیانا انجام شد. این فیلم در پنجاه و یکمین جشنواره فیلم تلیوراید در ۳۰ اوت ۲۰۲۴ به نمایش درآمد و در ۱۳ دسامبر ۲۰۲۴ اکران محدودی به‌وسیلهٔ آمازون ام‌جی‌ام استودیوز داشت. این فیلم نقدهای مثبتی از سوی منتقدان دریافت کرد و به عنوان یکی از ۱۰ فیلم برتر سال ۲۰۲۴ از سوی انستیتوی فیلم آمریکا انتخاب شد. این فیلم افتخارات متعددی از جمله نامزدی بهترین فیلم درام در هشتاد و دومین مراسم گلدن گلوب دریافت کرد.

## بازیگران
- اتان هریس
- برندون ویلسون
- همیش لینکلیتر
- فرد هچینگر
- داوید دیگز
- آنجانو الیس